# След (фильм)
«След» — триллер, не рекомендуемый детям до 16 лет.

## Сюжет
Известная писательница, автор криминальных романов Дэйзи Лоуэндол недавно перенесла тяжёлый нервный срыв. Она отправляется в свой загородный дом на морском побережье, где нет людей, чтобы провести ночь в полном одиночестве. Добравшись до места, она обнаруживает в своём доме незнакомого парня. Он утверждает, что является её поклонником и знает о её жизни всё.